# 銅雀洞
銅雀洞（韓語：동작동）是首爾銅雀區的一個法定洞，是銅雀川旁的一個山崗。由於人口稀少，行政上被併入旁邊的舍堂2洞。
銅雀洞內有國立首爾顯忠院及愛國先烈之墓。銅雀區舊屬京畿道安山市，是安山安氏的郡望所在；朝鮮王朝中期的妃嬪、宣祖大王生母昌嬪安氏的本貫亦在安山，其墓所也在今日的銅雀洞。